# 塔夫脫 (蒙大拿州)
塔夫脫（英語：Taft）是位於美國蒙大拿州米納勒爾縣的鬼鎮。

## 歷史
塔夫脫的郵局於1907年設立，其後於1917年停運。

## 地理
塔夫脫所處的海拔為高於海平面1130米（即3708英呎），而該地所採用的時區為UTC-7，即北美山地時區（MST）。同時該地設有夏令時間，為UTC-7調快一小時，即UTC-6（MDT）。